# Текопа (Каліфорнія)
Текопа (англ. Tecopa) — переписна місцевість (CDP) в США, в окрузі Іньйо штату Каліфорнія. Населення — 120 осіб (2020).

## Географія
Текопа розташована за координатами 35°49′13″ пн. ш. 116°12′17″ зх. д. / 35.82028° пн. ш. 116.20472° зх. д. (35.820156, -116.204775).  За даними Бюро перепису населення США в 2010 році переписна місцевість мала площу 48,32 км², з яких 48,15 км² — суходіл та 0,18 км² — водойми.

## Демографія
Згідно з переписом 2010 року, у переписній місцевості мешкало 150 осіб у 92 домогосподарствах у складі 30 родин. Густота населення становила 3 особи/км².  Було 159 помешкань (3/км²).
Расовий склад населення:
| - 79,3 % — білих - 5,3 % — корінних американців - 1,3 % — азіатів - 0,7 % — чорних або афроамериканців |

До двох чи більше рас належало 12,7 %. Частка іспаномовних становила 5,3 % від усіх жителів.
За віковим діапазоном населення розподілялося таким чином: 12,7 % — особи молодші 18 років, 54,0 % — особи у віці 18—64 років, 33,3 % — особи у віці 65 років та старші. Медіана віку мешканця становила 57,5 року. На 100 осіб жіночої статі у переписній місцевості припадало 138,1 чоловіків;  на 100 жінок у віці від 18 років та старших — 133,9 чоловіків також старших 18 років.
За межею бідності перебувало 48,4 % осіб, у тому числі 43,3 % дітей у віці до 18 років та 28,6 % осіб у віці 65 років та старших.
Цивільне працевлаштоване населення становило 20 осіб. Основні галузі зайнятості: публічна адміністрація — 45,0 %, науковці, спеціалісти, менеджери — 40,0 %.